# Корбара
Корбара (італ. Corbara) — муніципалітет в Італії, у регіоні Кампанія, провінція Салерно.
Корбара розташована на відстані близько 220 км на південний схід від Рима, 33 км на південний схід від Неаполя, 15 км на захід від Салерно.
Населення — 2549 осіб (2014).
Покровитель — святий Варфоломій.

## Демографія
Населення за роками:

Станом на 1 січня 2023 року в муніципалітеті офіційно проживали 22 іноземці з 9 країн, серед них 11 громадян країн Євросоюзу та 6 громадян України.

## Сусідні муніципалітети
- Ангрі
- Леттере
- Сант'Еджидіо-дель-Монте-Альбіно
- Трамонті